# Crevant
Crevant település Franciaországban, Indre megyében. Lakosainak száma 706 fő (2022. január 1.). Crevant La Forêt-du-Temple, Nouziers, Chassignolles, Crozon-sur-Vauvre és Pouligny-Notre-Dame községekkel határos.

## Népesség
A település népességének változása:
| Lakosok száma | 1112 | 832  | 757  | 722  | 724  | 722  | 718  | 703  | 704  | 706  |
|               | 1968 | 1982 | 1990 | 2006 | 2013 | 2015 | 2017 | 2019 | 2020 | 2022 |